# 45 mm M1942
Il 45 mm M1942 (M-42) è stato un cannone controcarro sovietico. La denominazione ufficiale era in russo 45-мм противотанковая пушка образца 1942 года (М-42). Questi cannoni furono usati a partire dal 1942 fino alla fine della seconda guerra mondiale.

## Storia

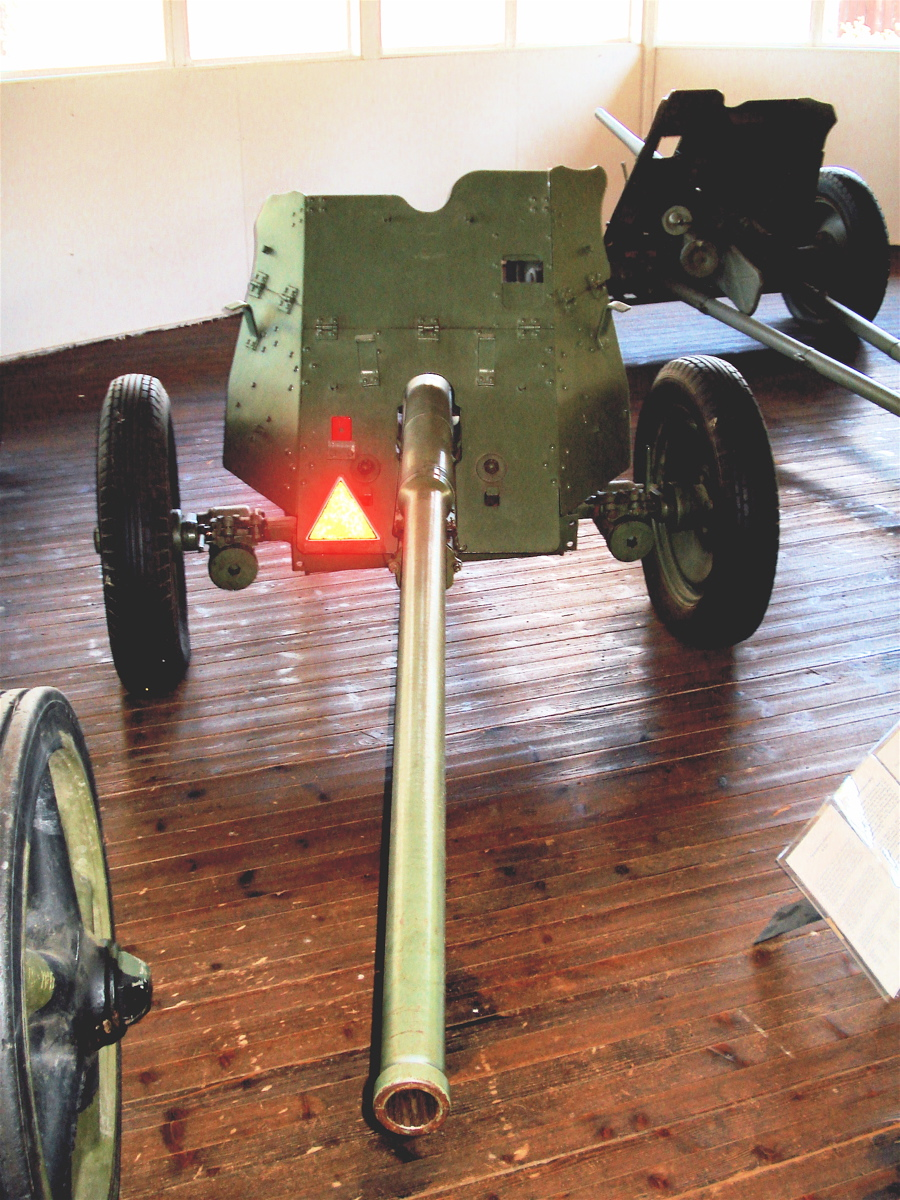
Cannone M-42 45 al Museo dei carri armati finlandese di Parola.

### Sviluppo
Il M-42 venne sviluppato nel 1942 dall'Arsenale N. 172 (Perm') come versione migliorata del 45 mm M1937 (53-K) che all'epoca era il pezzo controcarri standard dell'Armata Rossa, ma che si era rivelato inadatto a fronteggiare i carri armati tedeschi. L'industria sovietica non era in grado nel 1941/42 di immettere in servizio nuove armi, così venne deciso di modificare il 53-K M1937: per dargli maggiori capacità di penetrazione occorreva aumentare la velocità del proietto e il modo più semplice era di aumentare la lunghezza della bocca da fuoco. Il cannone ricevette una bocca da fuoco più lunga (66 calibri anziché 46), misurante quasi 3 metri, munizioni più potenti ed uno scudo più spesso (7 mm invece di 4,5). L'affusto ebbe l'assale snodato, in modo da poterlo abbassare per ridurne il profilo, il che richiedeva ai serventi di stare inginocchiati. Altre modifiche minori vennero introdotte per velocizzare la produzione. L'arma così ottenuta fu designata "cannone controcarri 45mm 1942-g" e restò in servizio dall'autunno 1942 fino alla fine della guerra.

### Impiego operativo
In servizio, il M1942 si rivelò solo poco più efficace del suo predecessore, nonostante le nuove munizioni perforanti APC e APCR. Nel 1943, a causa delle insufficienti capacità di penetrazione contro i carri tedeschi quali Tiger, Panther e Panzer IV Ausf H il M-42 venne parzialmente rimpiazzato sulle linee di produzione dal più potente 57 mm M1943 (ZiS-2). Il M-42 rimase in produzione, poiché conservava una certa efficacia contro i veicoli più leggeri quali i Panzer III, i cannoni d'assalto e i semicingolati usati dalla Wehrmacht e contro le piastre laterali di Panther e Panzer IV Ausf H. Le munizioni a frammentazione ed a mitraglia dotavano inoltre il pezzo di capacità anti-personale. La produzione di massa cessò a metà del 1945, attestandosi a 10.843 pezzi.
Dopo il conflitto mondiale il cannone venne ceduto a molte nazioni sotto influenza sovietica; attualmente (2020) la Corea del Nord lo conserva ancora nel suo arsenale.

## Munizionamento
- Munizioni disponibili:
  - perforanti (AP, APCR).
  - a frammentazione.
  - mitraglia.
  - fumogena.
- Peso:
  - AP: 1,43 kg
  - APCR: 0,85 kg
  - a frammentazione: 2,14 kg
- Penetrazione (AP, inclinazione 0°):
  - a 500 m: 61 mm
  - a 1000 m: 51 mm